# Alfabeto sloveno
L'alfabeto sloveno è l'alfabeto utilizzato per esprimere la lingua slovena. È basato sull'alfabeto latino, sebbene siano utilizzati alcuni caratteri specifici per esprimere alcuni suoni della lingua slovena.

## L'alfabeto
| Lettera | Nome | IPA           | Lettera | Nome | IPA      |
| ------- | ---- | ------------- | ------- | ---- | -------- |
| A, a    | a    | /a/           | M, m    | em   | /m/      |
| B, b    | be   | /b/           | N, n    | en   | /n/      |
| C, c    | ce   | /ts/          | O, o    | o    | /ɔ/, /o/ |
| Č, č    | če   | /tʃ/          | P, p    | pe   | /p/      |
| D, d    | de   | /d/           | R, r    | er   | /r/      |
| E, e    | e    | /ɛ/, /e/, /ə/ | S, s    | es   | /s/      |
| F, f    | ef   | /f/           | Š, š    | eš   | /ʃ/      |
| G, g    | ge   | /ɡ/           | T, t    | te   | /t/      |
| H, h    | ha   | /x/           | U, u    | u    | /u/      |
| I, i    | i    | /i/           | V, v    | ve   | /v/, /w/ |
| J, j    | je   | /j/           | Z, z    | ze   | /z/      |
| K, k    | ka   | /k/           | Ž, ž    | že   | /ʒ/      |
| L, l    | el   | /l/, /w/      |         |      |          |

L'alfabeto è costituito da 5 vocali e 20 consonanti, a cui si aggiungono le lettere Q, W, X, Y, non formalmente presenti nell'alfabeto ed utilizzate solo per parole di origini straniere.
Il moderno alfabeto (in sloveno abeceda) è stato standardizzato nei primi anni '40 del 1800, modificando l'alfabeto croato elaborato da Ljudevit Gaj. Nell'antico alfabeto sloveno, il bohoričica, sviluppato da Adam Bohorič nel XVI secolo, i caratteri  č, š e ž erano scritti come zh, ſh e sh.
Nel 1825, Franc Serafin Metelko elaborò un proprio alfabeto, l'alfabeto Metelko, o metelčica. L'alfabeto latino di Gaj fu comunque adottato come alfabeto e modificato alle esigenze della lingua slovena.